# Erhard Hexelschneider
Erhard Günter Hexelschneider (* 10. Oktober 1934 in Breslau; † 24. Januar 2018) war ein deutscher Slawist. Von 1974 bis 1990 war er Professor an der Karl-Marx-Universität Leipzig sowie Ordinarius zunächst für Russische Literatur (1974–1979) und schließlich für Internationale Kultur- und Wirtschaftsbeziehungen.

## Leben
Hexelschneider wuchs in Salzwedel auf, wo er die Volks-, Grund- und Oberschule absolvierte. Das Abitur erwarb er 1953 an der Goethe-Oberschule Rossleben/Unstrut. Anschließend studierte von 1953 bis 1957 Slawistik an der Universität Greifswald, es folgte 1957/58 ein Auslandsaufenthalt an der Staatlichen Schdanow-Universität Leningrad. 1963 wurde er an der Universität Leipzig bei Rudolf Fischer mit einer Arbeit zur russischen Volksdichtung zum Dr. phil. promoviert. 1973 folgte die Promotion B (Habilitation) zum Dr. sc. phil. im Fach Internationale Beziehungen, ebenfalls in Leipzig. Seit 1964 war Hexelschneider dort als Dozent für Russische und Sowjetische Literatur tätig. Von 1974 bis 1979 wirkte er als ordentlicher Professor für Russische Literatur in Leipzig, von 1980 bis 1990 für Internationale Kultur- und Wirtschaftsbeziehungen am Herder-Institut der Karl-Marx-Universität, dessen Direktor er in diesem Zeitraum zugleich war.
Nach der deutschen Wiedervereinigung wurde Hexelschneider zum 31. Dezember 1991 wegen „Nichteignung für den öffentlichen Dienst“ aus seinem Lehramt entlassen und wirkte fortan als freischaffender Publizist und Buchautor in Leipzig u. a. mit zahlreichen Beiträgen in Publikationen der Rosa-Luxemburg-Stiftung Sachsen und Thüringen. Seine Forschungsschwerpunkte sind die russische Literatur des 18./19. Jahrhunderts und die deutsch-russischen, besonders sächsisch-russischen Kulturbeziehungen.
Hexelschneider wurde auf dem Friedhof in Lohmen beigesetzt.

## Schriften (Auswahl)
- Fünf unveröffentlichte Briefe von Anton Dietrich an Jacob Grimm aus den Jahren 1830/31. (= Deutsches Jahrbuch für Volkskunde). Akademie-Verlag, Berlin 1963.
- Die russische Volksdichtung in Deutschland bis zur Mitte des 19. Jahrhunderts (= Veröffentlichungen des Instituts für Slawistik. Nr. 39). Akademie-Verlag, Berlin 1967.
- Ausverkauf eines Mythos. Zur Interpretation sowjetischer Literatur in der BRD. (= FaktenArgumente). Union Verlag, Berlin 1975. DNB 200549375.
- mit Erhard John: Kultur als einigendes Band? Eine Auseinandersetzung mit der These von der »einheitlichen deutschen Kulturnation«. Dietz Verlag, Berlin 1984.
- mit Wolf Düwel, Helmut Graßhoff u. a. (Hrsg.): Geschichte der russischen Literatur von den Anfängen bis 1917. 2 Bände. Aufbau Verlag, Berlin/Weimar 1986.
- Ein Schatz in der Tabaksdose. Impressionen russischer Künstler über Dresden. Sächsisches Druck- und Verlaghaus, Dresden 1998, ISBN 3-929048-29-9.
- mit Gerhild Schwendler (Hrsg.): Auf ehrliche und anständige Gegnerschaft. Ferdinand Lassalle und der F.-A.-Brockhaus-Verlag in Briefen und Kommentaren. Harrassowitz Verlag, Wiesbaden 2000, ISBN 3-447-04286-9.
- Kulturelle Begegnungen zwischen Sachsen und Russland 1790–1849 (= Geschichte und Politik in Sachsen. Band 13). Böhlau, Köln / Weimar / Wien 2000, ISBN 3-412-13799-5.
- Rosa Luxemburg und Leipzig. (= Rosa-Luxemburg-Forschungsberichte. Heft 4). GNN Verlag, Leipzig/Schkeuditz 2007.